# Lag Nordamerika

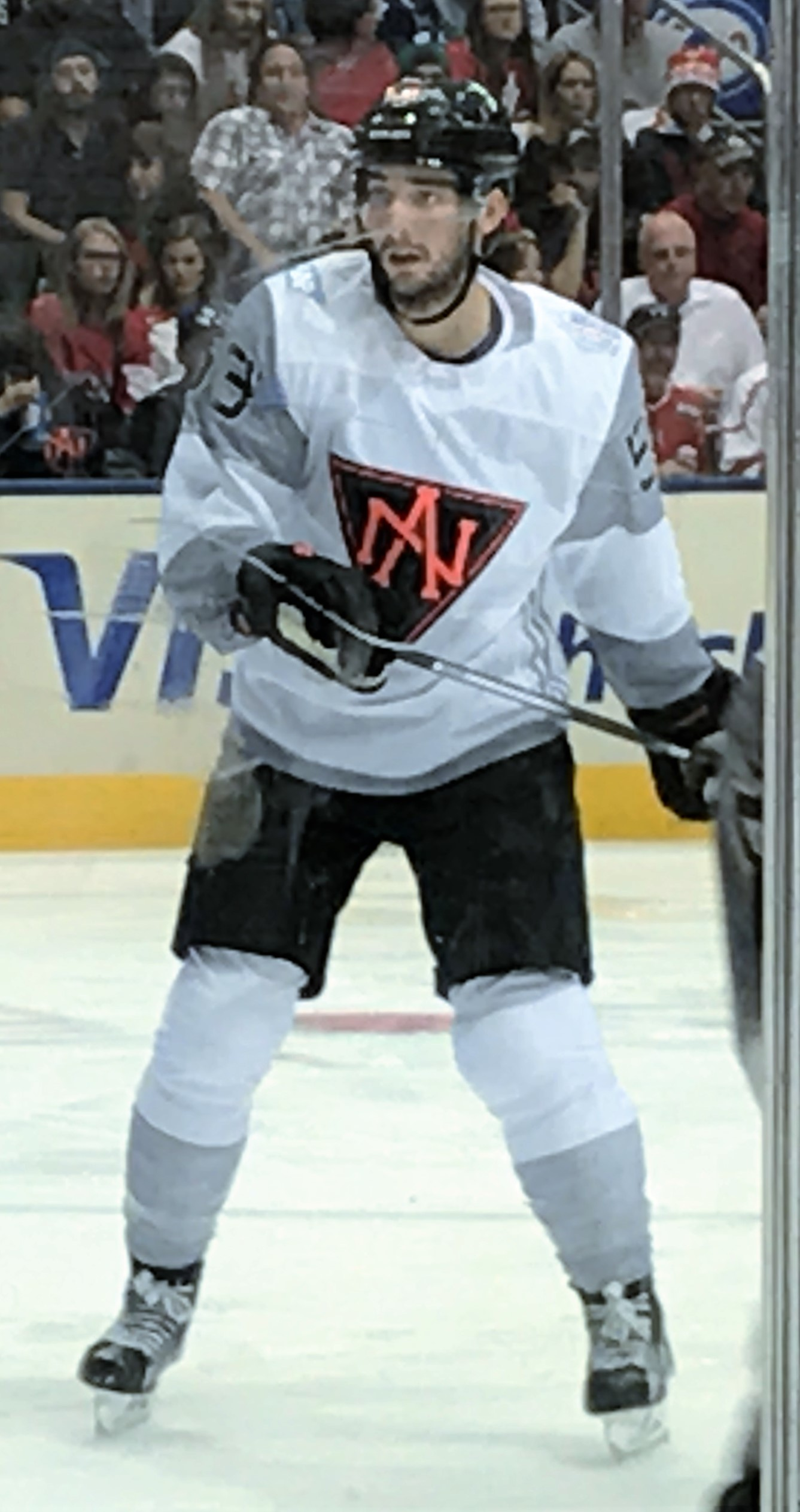
Shayne Gostisbehere.

Lag Nordamerika var ett ishockeylag som deltog i den internationella ishockeyturneringen World Cup i ishockey 2016 och innehöll ishockeyspelare som kom ifrån de nordamerikanska nationerna Kanada och USA och som var födda den 2 oktober 1992 eller senare.
De lyckades vinna en match, vinna en annan på övertid och förlorade en, det resulterade i att de kom trea i sin grupp och missade slutspel.

## Spelartruppen
Källa: 
| 14 | Kanada | Sean Couturier – A  | C  | 7 december 1992   | Phoenix, Arizona, USA                    | Philadelphia Flyers   |
| 72 | Kanada | Jonathan Drouin     | VF | 28 mars 1995      | Sainte-Agathe-des-Monts, Québec, Kanada  | Tampa Bay Lightning   |
| 15 | USA    | Jack Eichel         | C  | 28 oktober 1996   | North Chelmsford, Massachusetts, USA     | Buffalo Sabres        |
| 5  | Kanada | Aaron Ekblad – A    | B  | 7 februari 1996   | Windsor, Ontario, Kanada                 | Florida Panthers      |
| 13 | USA    | Johnny Gaudreau     | VF | 13 augusti 1993   | Salem, New Jersey, USA                   | Calgary Flames        |
| 53 | USA    | Shayne Gostisbehere | B  | 20 april 1993     | Pembroke Pines, Florida, USA             | Philadelphia Flyers   |
| 3  | USA    | Seth Jones          | B  | 3 oktober 1994    | Arlington, Texas, USA                    | Columbus Blue Jackets |
| 71 | USA    | Dylan Larkin        | C  | 30 juli 1996      | Watergate, Michigan, USA                 | Detroit Red Wings     |
| 29 | Kanada | Nathan MacKinnon    | C  | 1 september 1995  | Halifax, Nova Scotia, Kanada             | Colorado Avalanche    |
| 34 | USA    | Auston Matthews     | C  | 17 september 1997 | Scottsdale, Arizona, USA                 | Toronto Maple Leafs   |
| 97 | Kanada | Connor McDavid – C  | C  | 13 januari 1997   | Richmond Hill, Ontario, Kanada           | Edmonton Oilers       |
| 10 | USA    | J.T. Miller         | C  | 14 mars 1993      | East Palestine, Ohio, USA                | New York Rangers      |
| 27 | Kanada | Ryan Murray         | B  | 27 september 1993 | White City, Saskatchewan, Kanada         | Columbus Blue Jackets |
| 93 | Kanada | Ryan Nugent-Hopkins | C  | 12 april 1993     | Burnaby, British Columbia, Kanada        | Edmonton Oilers       |
| 4  | Kanada | Colton Parayko      | B  | 9 mars 1994       | St. Albert, Alberta, Kanada              | St. Louis Blues       |
| 44 | Kanada | Morgan Rielly       | B  | 9 mars 1994       | West Vancouver, British Columbia, Kanada | Toronto Maple Leafs   |
| 20 | USA    | Brandon Saad        | VF | 27 oktober 1992   | Pittsburgh, Pennsylvania, USA            | Columbus Blue Jackets |
| 55 | Kanada | Mark Scheifele      | C  | 15 mars 1993      | Kitchener, Ontario, Kanada               | Winnipeg Jets         |
| 23 | USA    | Vincent Trocheck    | C  | 11 juli 1993      | Pittsburgh, Pennsylvania, USA            | Florida Panthers      |
| 8  | USA    | Jacob Trouba        | B  | 26 februari 1994  | Rochester, Minnesota, USA                | Winnipeg Jets         |

| 36 | USA    | John Gibson       | 14 juli 1993 | Pittsburgh, Pennsylvania, USA | Anaheim Ducks       |
| 37 | USA    | Connor Hellebuyck | 19 maj 1993  | Commerce, Michigan, USA       | Winnipeg Jets       |
| 30 | Kanada | Matt Murray       | 25 maj 1994  | Thunder Bay, Ontario, Kanada  | Pittsburgh Penguins |

### Spelare som tackade nej
| Namn         | Pos | Födelsedatum    | Födelseplats              | Lag            | Ersattes av:                | Källa |
| ------------ | --- | --------------- | ------------------------- | -------------- | --------------------------- | ----- |
| Sean Monahan | C   | 12 oktober 1994 | Brampton, Ontario, Kanada | Calgary Flames | Vincent Trocheck (Panthers) | [ 3 ] |

## Organisation
Källa: 

### Ledning
| Funktion                       |        | Namn            | Lag                 |
| ------------------------------ | ------ | --------------- | ------------------- |
| General manager                | Kanada | Peter Chiarelli | Edmonton Oilers     |
| Assisterande general manager   | Kanada | Stan Bowman     | Chicago Blackhawks  |
| Rådgivare till general manager | Kanada | Adam Graves     | New York Rangers    |
| Chef för spelarpersonalen      | Kanada | Pat Verbeek     | Tampa Bay Lightning |

### Lagledning
| Funktion             |        | Namn           | Lag                 |
| -------------------- | ------ | -------------- | ------------------- |
| Tränare              | Kanada | Todd McLellan  | Edmonton Oilers     |
| Assisterande tränare | Kanada | Jon Cooper     | Tampa Bay Lightning |
| Assisterande tränare | Kanada | Gerard Gallant | Florida Panthers    |
| Assisterande tränare | Kanada | Dave Tippett   | Arizona Coyotes     |
| Assisterande tränare | Kanada | Jay Woodcroft  | Edmonton Oilers     |

## Statistik
Statistiken är kombinerad statistik för 2016 års World Cup och dess träningsmatcher.

### Matcher
|             | 8 september 2016 | Europa                  | 0 – 4                   | Nordamerika | Centre Vidéotron                                                                  |                                                                                   |
| 20:00 UTC−4 | 20:00 UTC−4      | (0–0, 0–3, 0–1) Rapport | (0–0, 0–3, 0–1) Rapport | (0–0, 0–3, 0–1) Rapport | Québec, Québec, Kanada · Publik: 18 005 · Domare: · Wes McCauley · Dan O'Halloran | Québec, Québec, Kanada · Publik: 18 005 · Domare: · Wes McCauley · Dan O'Halloran |
| 20:00 UTC−4 | 20:00 UTC−4      |                         | Mål                     | (23:52) (PP) Nathan MacKinnon Assists: Aaron Ekblad, Johnny Gaudreau (26:22) Ryan Nugent-Hopkins (28:34) Johnny Gaudreau Assists: Brandon Saad, Jack Eichel (52:52) (str.) Nathan MacKinnon | Québec, Québec, Kanada · Publik: 18 005 · Domare: · Wes McCauley · Dan O'Halloran | Québec, Québec, Kanada · Publik: 18 005 · Domare: · Wes McCauley · Dan O'Halloran |
| 20:00 UTC−4 | 20:00 UTC−4      |                         |                         | | Québec, Québec, Kanada · Publik: 18 005 · Domare: · Wes McCauley · Dan O'Halloran | Québec, Québec, Kanada · Publik: 18 005 · Domare: · Wes McCauley · Dan O'Halloran |
| 20:00 UTC−4 | 20:00 UTC−4      |                         |                         | | Québec, Québec, Kanada · Publik: 18 005 · Domare: · Wes McCauley · Dan O'Halloran | Québec, Québec, Kanada · Publik: 18 005 · Domare: · Wes McCauley · Dan O'Halloran |
| 20:00 UTC−4 | 20:00 UTC−4      |                         |                         | | Québec, Québec, Kanada · Publik: 18 005 · Domare: · Wes McCauley · Dan O'Halloran | Québec, Québec, Kanada · Publik: 18 005 · Domare: · Wes McCauley · Dan O'Halloran |
| 20:00 UTC−4 | 20:00 UTC−4      |                         |                         | | Québec, Québec, Kanada · Publik: 18 005 · Domare: · Wes McCauley · Dan O'Halloran | Québec, Québec, Kanada · Publik: 18 005 · Domare: · Wes McCauley · Dan O'Halloran |

|             | 11 september 2016 | Nordamerika | 7 – 4                   | Europa | Centre Bell                                                                           |                                                                                       |
| 15:30 UTC−4 | 15:30 UTC−4       | (5–1, 0–2, 2–1) Rapport | (5–1, 0–2, 2–1) Rapport | (5–1, 0–2, 2–1) Rapport | Montréal, Québec, Kanada · Publik: 17 243 · Domare: · Kelly Sutherland · Dan O'Rourke | Montréal, Québec, Kanada · Publik: 17 243 · Domare: · Kelly Sutherland · Dan O'Rourke |
| 15:30 UTC−4 | 15:30 UTC−4       | Aaron Ekblad (5:20) Assists: Auston Matthews, Brandon Saad Dylan Larkin (6:27) Assists: Vincent Trocheck, Ryan Murray Aaron Ekblad (7:19) Assist: Nathan MacKinnon Morgan Rielly (10:22) Assist: Jonathan Drouin Johnny Gaudreau (15:54) Assist: Mark Scheifele Johnny Gaudreau (51:29) Assists: Nathan MacKinnon, Colton Parayko Dylan Larkin (59:46) Assists: Jack Eichel, Colton Parayko | Mål                     | (8:55) Pierre-Édouard Bellemare Assist: Thomas Vanek (24:50) Marián Gáborík Assists: Roman Josi, Pierre-Édouard Bellemare (39:14) Marián Gáborík Assists: Frans Nielsen, Mats Zuccarello Aasen (48:17) Frans Nielsen Assists: Roman Josi, Mats Zuccarello Aasen | Montréal, Québec, Kanada · Publik: 17 243 · Domare: · Kelly Sutherland · Dan O'Rourke | Montréal, Québec, Kanada · Publik: 17 243 · Domare: · Kelly Sutherland · Dan O'Rourke |
| 15:30 UTC−4 | 15:30 UTC−4       | |                         | | Montréal, Québec, Kanada · Publik: 17 243 · Domare: · Kelly Sutherland · Dan O'Rourke | Montréal, Québec, Kanada · Publik: 17 243 · Domare: · Kelly Sutherland · Dan O'Rourke |
| 15:30 UTC−4 | 15:30 UTC−4       | |                         | | Montréal, Québec, Kanada · Publik: 17 243 · Domare: · Kelly Sutherland · Dan O'Rourke | Montréal, Québec, Kanada · Publik: 17 243 · Domare: · Kelly Sutherland · Dan O'Rourke |
| 15:30 UTC−4 | 15:30 UTC−4       | |                         | | Montréal, Québec, Kanada · Publik: 17 243 · Domare: · Kelly Sutherland · Dan O'Rourke | Montréal, Québec, Kanada · Publik: 17 243 · Domare: · Kelly Sutherland · Dan O'Rourke |
| 15:30 UTC−4 | 15:30 UTC−4       | |                         | | Montréal, Québec, Kanada · Publik: 17 243 · Domare: · Kelly Sutherland · Dan O'Rourke | Montréal, Québec, Kanada · Publik: 17 243 · Domare: · Kelly Sutherland · Dan O'Rourke |

|             | 14 september 2016 | Nordamerika | 2 – 3                   | Tjeckien | Consol Energy Center                                                  |                                                                       |
| 15:30 UTC−4 | 15:30 UTC−4       | (0–1, 0–0, 2–2) Rapport | (0–1, 0–0, 2–2) Rapport | (0–1, 0–0, 2–2) Rapport | Pittsburgh, Pennsylvania, USA · Domare: · Eric Furlatt · Wes McCauley | Pittsburgh, Pennsylvania, USA · Domare: · Eric Furlatt · Wes McCauley |
| 15:30 UTC−4 | 15:30 UTC−4       | Shayne Gostisbehere (48:58) Assists: Dylan Larkin, Mark Scheifele Auston Matthews (50:57) (PP) Assists: Johnny Gaudreau, Shayne Gostisbehere | Mål                     | (10:08) (PP) Ondrej Palat Assists: Aleš Hemský, Michal Kempný (47:16) Radek Faksa Assists: David Pastrňák, Ondrej Palat (51:50) Tomáš Plekanec Assists: Aleš Hemský, Jakub Nakládal | Pittsburgh, Pennsylvania, USA · Domare: · Eric Furlatt · Wes McCauley | Pittsburgh, Pennsylvania, USA · Domare: · Eric Furlatt · Wes McCauley |
| 15:30 UTC−4 | 15:30 UTC−4       | |                         | | Pittsburgh, Pennsylvania, USA · Domare: · Eric Furlatt · Wes McCauley | Pittsburgh, Pennsylvania, USA · Domare: · Eric Furlatt · Wes McCauley |
| 15:30 UTC−4 | 15:30 UTC−4       | |                         | | Pittsburgh, Pennsylvania, USA · Domare: · Eric Furlatt · Wes McCauley | Pittsburgh, Pennsylvania, USA · Domare: · Eric Furlatt · Wes McCauley |
| 15:30 UTC−4 | 15:30 UTC−4       | |                         | | Pittsburgh, Pennsylvania, USA · Domare: · Eric Furlatt · Wes McCauley | Pittsburgh, Pennsylvania, USA · Domare: · Eric Furlatt · Wes McCauley |
| 15:30 UTC−4 | 15:30 UTC−4       | |                         | | Pittsburgh, Pennsylvania, USA · Domare: · Eric Furlatt · Wes McCauley | Pittsburgh, Pennsylvania, USA · Domare: · Eric Furlatt · Wes McCauley |

|             | 18 september 2016 | Finland                                                       | 1 – 4                   | Nordamerika | Air Canada Centre                                                                |                                                                                  |
| 20:00 UTC−4 | 20:00 UTC−4       | (0–1, 0–3, 1–0) Rapport                                       | (0–1, 0–3, 1–0) Rapport | (0–1, 0–3, 1–0) Rapport | Toronto, Ontario, Kanada · Publik: 19 029 · Domare: · Dan O'Halloran · Chris Lee | Toronto, Ontario, Kanada · Publik: 19 029 · Domare: · Dan O'Halloran · Chris Lee |
| 20:00 UTC−4 | 20:00 UTC−4       | Valtteri Filppula (55:53) Assists: Jussi Jokinen, Leo Komarov | Mål                     | (05:03) (PP) Jack Eichel Assists: Auston Matthews, Connor McDavid (25:27) Johnny Gaudreau Assists: Colton Parayko, Dylan Larkin (27:27) Jonathan Drouin Assists: Ryan Nugent-Hopkins, Shayne Gostisbehere (34:37) Nathan MacKinnon Assist: Colton Parayko | Toronto, Ontario, Kanada · Publik: 19 029 · Domare: · Dan O'Halloran · Chris Lee | Toronto, Ontario, Kanada · Publik: 19 029 · Domare: · Dan O'Halloran · Chris Lee |
| 20:00 UTC−4 | 20:00 UTC−4       |                                                               |                         | | Toronto, Ontario, Kanada · Publik: 19 029 · Domare: · Dan O'Halloran · Chris Lee | Toronto, Ontario, Kanada · Publik: 19 029 · Domare: · Dan O'Halloran · Chris Lee |
| 20:00 UTC−4 | 20:00 UTC−4       |                                                               |                         | | Toronto, Ontario, Kanada · Publik: 19 029 · Domare: · Dan O'Halloran · Chris Lee | Toronto, Ontario, Kanada · Publik: 19 029 · Domare: · Dan O'Halloran · Chris Lee |
| 20:00 UTC−4 | 20:00 UTC−4       |                                                               |                         | | Toronto, Ontario, Kanada · Publik: 19 029 · Domare: · Dan O'Halloran · Chris Lee | Toronto, Ontario, Kanada · Publik: 19 029 · Domare: · Dan O'Halloran · Chris Lee |
| 20:00 UTC−4 | 20:00 UTC−4       |                                                               |                         | | Toronto, Ontario, Kanada · Publik: 19 029 · Domare: · Dan O'Halloran · Chris Lee | Toronto, Ontario, Kanada · Publik: 19 029 · Domare: · Dan O'Halloran · Chris Lee |

|             | 19 september 2016 | Nordamerika | 3 – 4                   | Ryssland | Air Canada Centre                                                                 |                                                                                   |
| 20:00 UTC−4 | 20:00 UTC−4       | (1–0, 1–4, 1–0) Rapport | (1–0, 1–4, 1–0) Rapport | (1–0, 1–4, 1–0) Rapport | Toronto, Ontario, Kanada · Publik: 19 078 · Domare: · Gord Dwyer · Dan O'Halloran | Toronto, Ontario, Kanada · Publik: 19 078 · Domare: · Gord Dwyer · Dan O'Halloran |
| 20:00 UTC−4 | 20:00 UTC−4       | Auston Matthews (05:14) Assists: Connor McDavid, Mark Scheifele Morgan Rielly (37:56) Assists: Ryan Nugent-Hopkins, Johnny Gaudreau Ryan Nugent-Hopkins (43:01) (PP) Assists: Nathan MacKinnon, Colton Parayko | Mål                     | (29:29) Vladislav Namestnikov Assists: Ivan Telegin, Artjom Anisimov (30:19) Nikita Kutjerov Assist: Nikolaj Kuljemin (33:37) Jevgenij Kuznetsov Assists: Artemij Panarin, Nikita Zajtsev (35:43) Vladimir Tarasenko Assists: Pavel Datsiuk, Aleksandr Ovetjkin | Toronto, Ontario, Kanada · Publik: 19 078 · Domare: · Gord Dwyer · Dan O'Halloran | Toronto, Ontario, Kanada · Publik: 19 078 · Domare: · Gord Dwyer · Dan O'Halloran |
| 20:00 UTC−4 | 20:00 UTC−4       | |                         | | Toronto, Ontario, Kanada · Publik: 19 078 · Domare: · Gord Dwyer · Dan O'Halloran | Toronto, Ontario, Kanada · Publik: 19 078 · Domare: · Gord Dwyer · Dan O'Halloran |
| 20:00 UTC−4 | 20:00 UTC−4       | |                         | | Toronto, Ontario, Kanada · Publik: 19 078 · Domare: · Gord Dwyer · Dan O'Halloran | Toronto, Ontario, Kanada · Publik: 19 078 · Domare: · Gord Dwyer · Dan O'Halloran |
| 20:00 UTC−4 | 20:00 UTC−4       | |                         | | Toronto, Ontario, Kanada · Publik: 19 078 · Domare: · Gord Dwyer · Dan O'Halloran | Toronto, Ontario, Kanada · Publik: 19 078 · Domare: · Gord Dwyer · Dan O'Halloran |
| 20:00 UTC−4 | 20:00 UTC−4       | |                         | | Toronto, Ontario, Kanada · Publik: 19 078 · Domare: · Gord Dwyer · Dan O'Halloran | Toronto, Ontario, Kanada · Publik: 19 078 · Domare: · Gord Dwyer · Dan O'Halloran |

|             | 21 september 2016 | Nordamerika | 00004 – 3 (e.fl.)            | Sverige | Air Canada Centre                                                                   |                                                                                     |
| 15:00 UTC−4 | 15:00 UTC−4       | (3–2, 0–0, 0–1, 1–0) Rapport | (3–2, 0–0, 0–1, 1–0) Rapport | (3–2, 0–0, 0–1, 1–0) Rapport | Toronto, Ontario, Kanada · Publik: 19 104 · Domare: · Kelly Sutherland · Gord Dwyer | Toronto, Ontario, Kanada · Publik: 19 104 · Domare: · Kelly Sutherland · Gord Dwyer |
| 15:00 UTC−4 | 15:00 UTC−4       | Auston Matthews (00:30) Assists: Morgan Rielly, Connor McDavid Vincent Trocheck (01:35) Assists: Shayne Gostisbehere, Jack Eichel Johnny Gaudreau (13:57) Assist: Shayne Gostisbehere Nathan MacKinnon (64:11) Assists: Johnny Gaudreau, Shayne Gostisbehere | Mål                          | (08:24) Filip Forsberg Assists: Patric Hörnqvist, Nicklas Bäckström (16:28) Nicklas Bäckström Assists: Filip Forsberg, Erik Karlsson (46:50) Patrik Berglund Assists: Erik Karlsson, Carl Söderberg | Toronto, Ontario, Kanada · Publik: 19 104 · Domare: · Kelly Sutherland · Gord Dwyer | Toronto, Ontario, Kanada · Publik: 19 104 · Domare: · Kelly Sutherland · Gord Dwyer |
| 15:00 UTC−4 | 15:00 UTC−4       | |                              | | Toronto, Ontario, Kanada · Publik: 19 104 · Domare: · Kelly Sutherland · Gord Dwyer | Toronto, Ontario, Kanada · Publik: 19 104 · Domare: · Kelly Sutherland · Gord Dwyer |
| 15:00 UTC−4 | 15:00 UTC−4       | |                              | | Toronto, Ontario, Kanada · Publik: 19 104 · Domare: · Kelly Sutherland · Gord Dwyer | Toronto, Ontario, Kanada · Publik: 19 104 · Domare: · Kelly Sutherland · Gord Dwyer |
| 15:00 UTC−4 | 15:00 UTC−4       | |                              | | Toronto, Ontario, Kanada · Publik: 19 104 · Domare: · Kelly Sutherland · Gord Dwyer | Toronto, Ontario, Kanada · Publik: 19 104 · Domare: · Kelly Sutherland · Gord Dwyer |
| 15:00 UTC−4 | 15:00 UTC−4       | |                              | | Toronto, Ontario, Kanada · Publik: 19 104 · Domare: · Kelly Sutherland · Gord Dwyer | Toronto, Ontario, Kanada · Publik: 19 104 · Domare: · Kelly Sutherland · Gord Dwyer |

### Lag

#### Gruppspelet
|             | S | V | F | ÖF | ROW | RW | GM | IM | P |
| ----------- | - | - | - | -- | --- | -- | -- | -- | - |
| Sverige     | 3 | 2 | 0 | 1  | 2   | 2  | 7  | 5  | 5 |
| Ryssland    | 3 | 2 | 1 | 0  | 2   | 2  | 8  | 5  | 4 |
| Nordamerika | 3 | 2 | 1 | 0  | 2   | 1  | 11 | 8  | 4 |
| Finland     | 3 | 0 | 3 | 0  | 0   | 0  | 1  | 9  | 0 |

#### Maratontabellen
| Team     | SP | V | O | F | GM | IM |
| -------- | -- | - | - | - | -- | -- |
| Europa   | 2  | 2 | 0 | 0 | 11 | 4  |
| Finland  | 1  | 1 | 0 | 0 | 4  | 1  |
| Sverige  | 1  | 1 | 0 | 0 | 4  | 3  |
| Ryssland | 1  | 0 | 1 | 0 | 3  | 4  |
| Tjeckien | 1  | 0 | 1 | 0 | 2  | 3  |

### Spelare

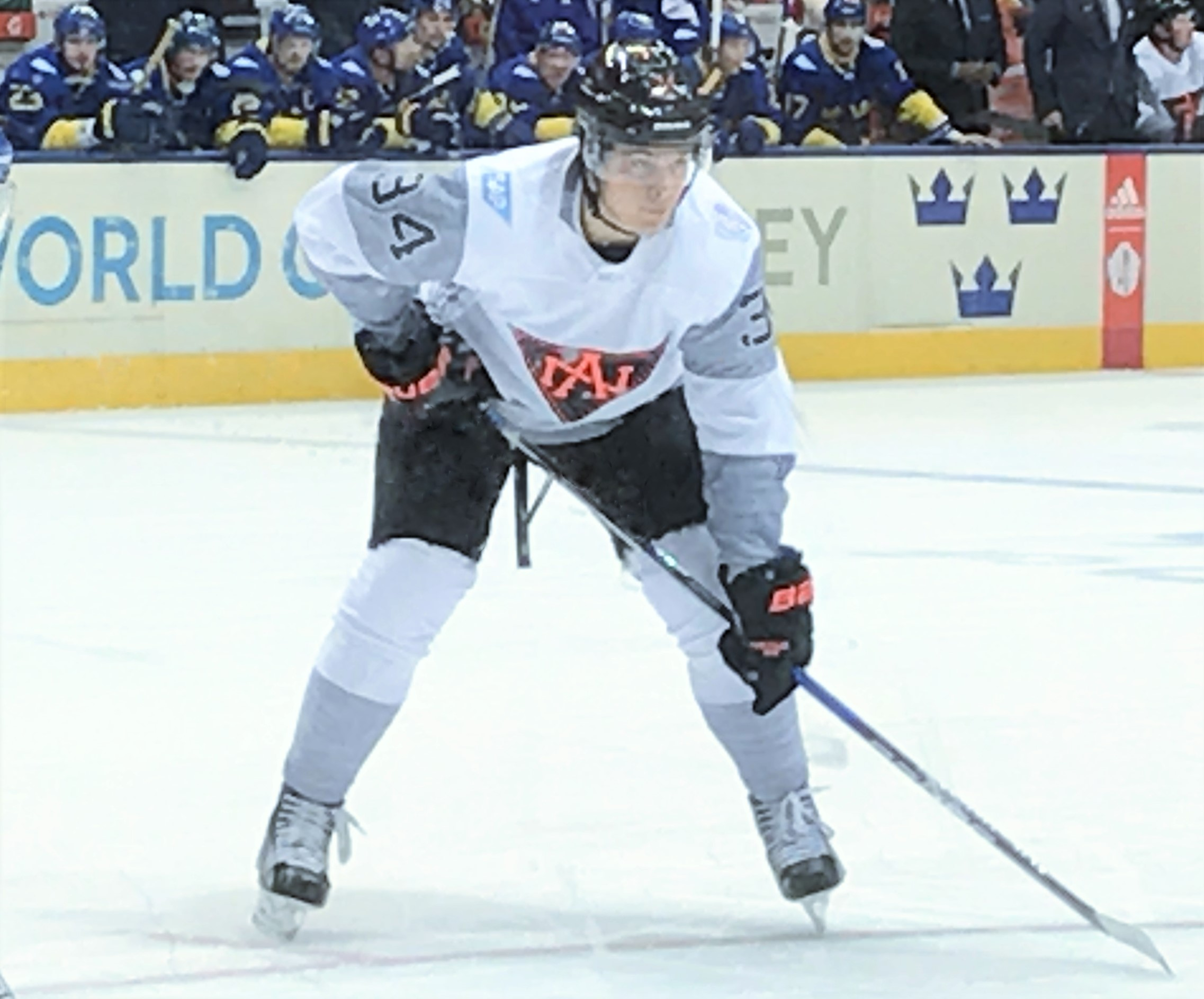
Auston Matthews.

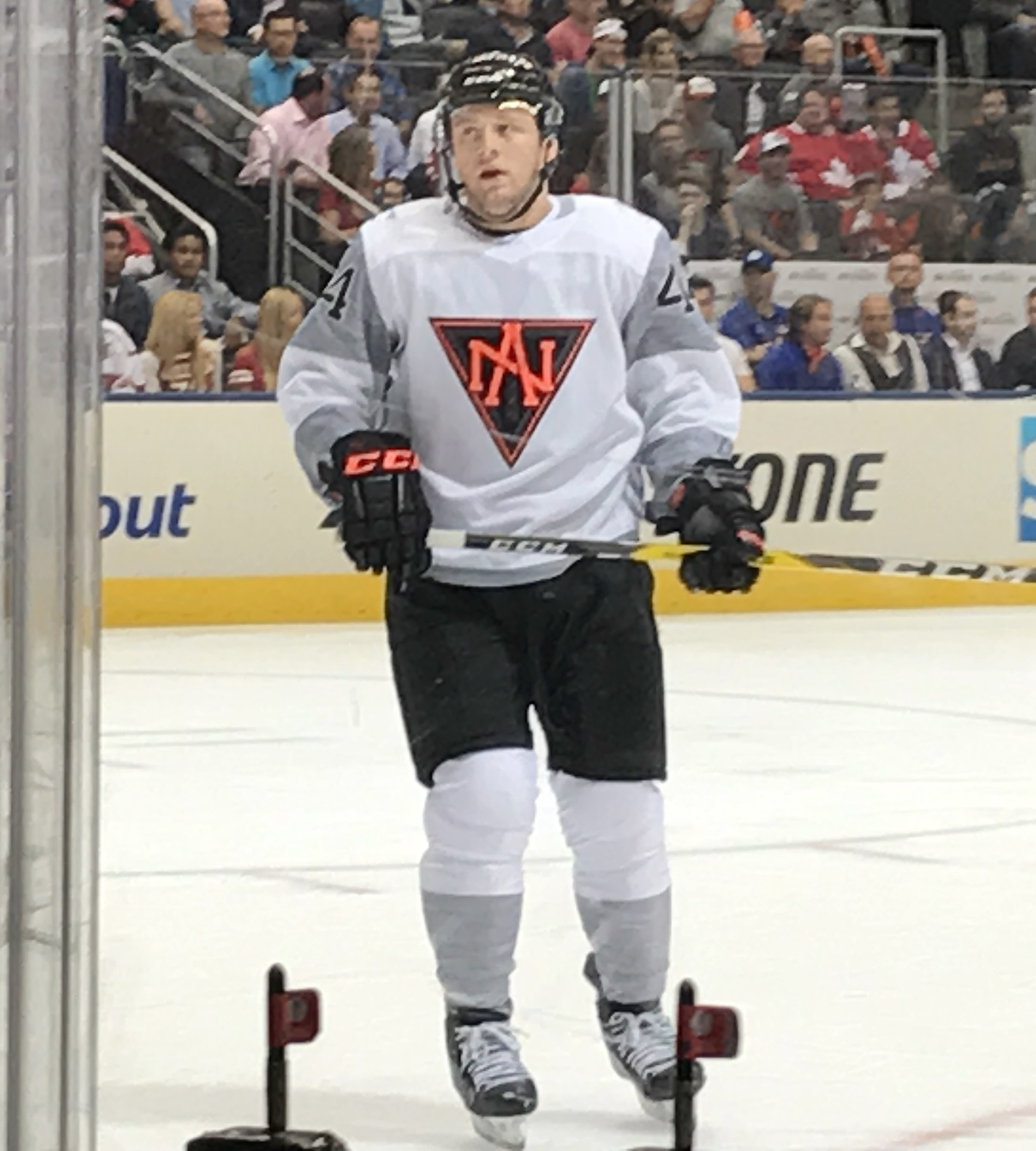
Morgan Rielly.

Källa: 
| Johnny Gaudreau     | VF | 6 | 5 | 4 | 9 | 2 | +4 |
| Nathan MacKinnon    | C  | 6 | 4 | 3 | 7 | 4 | +6 |
| Shayne Gostisbehere | B  | 6 | 1 | 5 | 6 | 4 | +5 |
| Auston Matthews     | C  | 6 | 3 | 2 | 5 | 0 | +1 |
| Jack Eichel         | C  | 6 | 1 | 3 | 5 | 0 | +1 |
| Colton Parayko      | B  | 5 | 0 | 5 | 5 | 2 | +3 |
| Dylan Larkin        | C  | 4 | 2 | 2 | 4 | 2 | 0  |
| Ryan Nugent-Hopkins | C  | 6 | 2 | 2 | 4 | 2 | +4 |
| Aaron Ekblad        | B  | 4 | 2 | 1 | 3 | 6 | +2 |
| Morgan Rielly       | B  | 6 | 2 | 1 | 3 | 0 | +1 |
| Mark Scheifele      | C  | 6 | 0 | 3 | 3 | 2 | +1 |
| Connor McDavid      | C  | 6 | 0 | 3 | 3 | 4 | -1 |
| Jonathan Drouin     | VF | 6 | 1 | 1 | 2 | 0 | +4 |
| Vincent Trocheck    | C  | 5 | 1 | 1 | 2 | 2 | 0  |
| Brandon Saad        | VF | 6 | 0 | 2 | 2 | 4 | -1 |
| Ryan Murray         | B  | 6 | 0 | 1 | 1 | 0 | 0  |
| J.T. Miller         | C  | 3 | 0 | 0 | 0 | 0 | 0  |
| Jacob Trouba        | B  | 3 | 0 | 0 | 0 | 0 | -1 |
| Sean Couturier      | C  | 6 | 0 | 0 | 0 | 0 | -2 |
| Seth Jones          | B  | 6 | 0 | 0 | 0 | 4 | -2 |

| Matt Murray       | 4 | 2 | 1 | ,930 | 1,88 | 1 | 195 |
| John Gibson       | 3 | 2 | 0 | ,905 | 3,04 | 0 | 146 |
| Connor Hellebuyck | 1 | 0 | 1 | ,833 | 6,32 | 0 | 19  |